# Dieter Thoma
Dieter Thoma, nemški smučarski skakalec, * 19. oktober 1969, Hinterzarten, Nemčija.
V 90. letih je bil drugi najboljši nemški skakalec, takoj za Jensom Weissflogom. Thoma ni bil prvi znani smučarski skakalec v družini: Njegov stric Georg Thoma je bil svetovni in olimpijski prvak v nordijski kombinaciji.

## Uspehi
Prvi uspeh je doživel v sezoni 1989/90, ko je osvojil Novoletno turnejo. Kmalu je sledil tudi drugi uspeh saj je še v isti sezoni postal svetovni prvak v  poletih v Vikersundu. Pred začetkom sezone 1993/94 je klasično tehniko zamenjal z V-tehniko skakanja. Na olimpijskih igrah v Lillehammerju je z nemško ekipo osvojil zlato medaljo, posamično pa je bil bronast na mali skakalnici. Zbirki olimpijskih medalj je dodal še srebro iz Nagana leta 1998, prav tako iz ekipne preizkušnje. 
Na svetovnih prvenstvih je osvojil pet medalj: zlato z ekipo v Ramsauu 1999 , dve srebrni (ekipno, mala skakalnica (Thunder Bay 1995) in posamično, velika skakalnica (Trondheim 1997)) in dve bronasti (ekipno, velika skakalnica 1991 in 1997).
Njegova najboljša sezona je bila 1996/97, ko je vseskozi dihal za ovratnik Primožu Peterki, vendar je kljub dvema zmagama na Novoletni turneji, ter v svetovnem pokalu, zaostal za slovenskim šampionom.
Po sezoni 1998/99 je skakalne smuči odložil v kot. Sedaj je komentator smučarskih skokov na nemški televiziji RTL.

## Dosežki

### Zmage
Thoma ima skupaj 11 zmag v svetovnem pokalu:
| Sezona  | Država/Prizorišče |
| ------- | ----------------- |
| 1988/89 | Thunder Bay       |
| 1989/90 | Thunder Bay       |
| 1989/90 | Oberstdorf        |
| 1989/90 | Harrachov         |
| 1990/91 | Oberhof           |
| 1990/91 | Saporo            |
| 1996/97 | Lillehammer       |
| 1996/97 | Oberstdorf        |
| 1996/97 | Bischofshofen     |
| 1996/97 | Saporo            |
| 1997/98 | Lillehammer       |